# Colegio electoral
El colegio electoral es el cuerpo encargado de elegir a un determinado representante político mediante el sistema de sufragio indirecto. En este sistema, los votantes no eligen directamente al candidato sino a electores, que a su vez tienen la misión de elegir al candidato. Una vez elegidos los electores, estos deben formar un Colegio electoral para proceder a votar, con el fin de determinar cuál será en definitiva el candidato electo. En algunas legislaciones, los electores están obligados a votar por el candidato del partido que representan (existen otras en las que no). Es posible incluso, como sucede en los Estados Unidos, que en un mismo colegio electoral convivan ambos tipos de electores.
En general, hay una alta posibilidad de que las mayorías que se forman en el colegio electoral no coincidan exactamente con las mayorías formadas por el voto de los ciudadanos. Esta diferencia abre la posibilidad de que un colegio electoral elija a un candidato diferente del que resultó más votado en la elección popular, como de hecho ocurrió en 5 ocasiones en los Estados Unidos en las elecciones de 1824, 1876, 1888, 2000 y 2016, lo que ha hecho que el sistema del Colegio Electoral sea frecuentemente objeto de críticas y controversia. En Argentina el Colegio Electoral se eliminó en 1994. En Estados Unidos se considera que la eliminación del Colegio Electoral es difícil, ya que se requiere una enmienda constitucional, un proceso bastante largo y complejo, por lo que, en los últimos años, los críticos del Colegio Electoral en Estados Unidos se enfocan en reformarlo. Actualmente, el proyecto más realista de reforma en ese país es el Pacto Interestatal por el Voto Popular Nacional (NPVIC) que, de aprobarse en los estados suficientes, aseguraría que el candidato que gane el voto popular nacional gane también el Colegio Electoral.
La forma de elegir a los electores de cada Estado puede variar desde un sistema en el que el ganador se lo lleva todo, es decir en el que todos los electores de un Estado o distrito electoral corresponden al partido ganador (como es el caso de los Estados Unidos); un sistema de mayoría y minoría, en el que los electores se dividen entre la primera y segunda minorías; o un sistema de representación proporcional. En Argentina, hasta la elección presidencial de 1989, los colegios electorales se reunían en la Capital Federal y la capital de cada provincia, de modo tal que el colegio electoral nunca llegaba a reunirse en un solo cuerpo, sino que actuaban por provincias de Argentina, y los resultados eran luego comunicados a la autoridad federal.
En ocasiones, la votación de un colegio electoral puede producirse tras negociaciones y deliberaciones por las cuales los partidos minoritarios buscan acuerdos a cambio de apoyar una u otra candidatura.